# M. A. V. Devanathan
Michael Angelo Vincent Devanathan, der seine Arbeiten stets als M. A. V. Devanathan veröffentlichte, war ein aus Sri Lanka stammender Chemiker, der als Physikochemiker insbesondere im Bereich der Elektrochemie gearbeitet hat und dabei zum Verständnis der elektrochemischen Doppelschicht beigetragen hat.
Devanathan erreichte 1947 einen ausgezeichneten Abschluss als Chemiker an der University of Ceylon. Er erhielt seinen Doktortitel 1951 am Imperial College London.
Devanathan entwickelte während seiner Arbeit an der University of Pennsylvania zusammen mit Z. Stachurski eine Zelle zur Messung der Permeabilität. An der
University of Pennsylvania in Philadelphia arbeitete er auch mit J.O'M. Bockris und Klaus Müller zusammen; sie veröffentlichten 1963 ein verbessertes Modell der Doppelschicht, das nach den Autoren auch BMD-Modell genannt wird.
In der zweiten Hälfte der 1960er Jahre bis ca. 1970 arbeitete Devanathan am Central Electrochemical Research Institute in Karaikkudi im Bundesstaat Madras, heute Tamil Nadu, in Indien, danach in Colombo, Ceylon.
Ab etwa 1972 bis zu seinem Tod arbeitete Devanathan als Direktor des Forschungsinstituts für Tee (Tea Research Institute of Ceylon); dort forschte er zum Zusammenhang zwischen Wetter, Pflanzenwachstum und Ertrag.